# Phaulomyces perparvus
Phaulomyces perparvus är en svampart som beskrevs av Santam. 1992. Phaulomyces perparvus ingår i släktet Phaulomyces och familjen Laboulbeniaceae.   Inga underarter finns listade i Catalogue of Life.